# 未莉
奥田 未莉（おくだ みり、1987年1月8日 - ）は、北海道出身の女性ファッションモデル、タレント。

## 来歴
- 短大卒業後OLとして働いていたが、2010年に芸能事務所Claudiaにスカウトされてデビュー[1]。
- 2011年4月より「ハピはぴ・モーニング〜ハピモ〜」（NET局：千葉テレビほか[2]。）にて、MCを担当。  2014年3月28日、同番組の放送終了に伴い卒業。

月曜・火曜担当MC（2011年4月～2012年3月まで）
火曜・水曜担当MC（2012年4月～2013年3月まで）
木曜・金曜担当MC（2013年4月～2014年3月28日まで） ※番組HP「MC紹介」参照。
- 2011年6月3日に個人ブログを開設。
- 2011年12月21日、イーネット・フロンティアより1stDVD「逢いたい」リリース。
- 2012年11月24日、竹書房より2ndDVD「Miri Size」リリース。
- 2014年3月30日、オフィシャルブログ『みりさいず』にて同月31日付けでのClaudia退社と『みりさいず』閉鎖を発表。
- 2014年8月30日、ツイッターアカウント（@miri_chaso）を開設しフリーランスで復帰。
- 2015年6月20日、デザインブランドGAMES GLORIOUSのイメージキャラクター起用。
- 2015年8月10日、同日時点で株式会社CINEMACT所属となっていることをツイッターで発表。
- 2015年10月より、元SDN48の手束真知子がオーナー兼プロデューサーを務めるコンセプトスペース「発掘！グラドル文化祭」に、オープニングメンバーとして在籍[4]。
- 2015年12月16日、Instagramアカウント（miri_chaso）を開設。
- 2016年1月より、ニュースサイト「しらべぇ」にてライター活動を開始[5]。
- 2019年9月、株式会社CINEMACTからモデル事務所である株式会社BABYBOOに移籍。

## 人物・エピソード
- 趣味は散歩、ダッフィーぬいぐるみと戯れる。座右の銘は「あせらず おごらず あきらめず」。
- ハピモ出演のため千葉入りする際ダッフィーのぬいぐるみを必ず持ち歩く。ちなみにぬいぐるみの名前は「達夫」(だちお)。
- 自宅にはもう一つダッフィーぬいぐるみがあり(名前は「ダッフィー・デフィー」)達夫と共にブログの写真に頻繁に登場する。
- 「運動は苦手」であるとハピモ・DVD内などでたびたび発言。個人ブログでも、舞台稽古でできた青アザを公開[6]。　「にぶたん」と自称し、自身の運動神経に疑問を抱いている。
- 在籍の「発掘！グラドル文化祭」で行われているポイントレース[7]にて、1,000ポイント達成者第一号となる。以降1,000ポイント毎の達成日付と獲得した出演権などは以下の通り。
  - 1,000ポイント：2015年11月11日　舞台出演権
  - 2,000ポイント：2016年1月17日　写真集出版権
  - 3,000ポイント：2016年5月5日　ファッションサイト「フリピエ」モデル
  - FLASH掲載特別レース：2016年6月1日　雑誌 FLASH 掲載権

## 出演

### テレビ（情報・バラエティ）
- ハピはぴ・モーニング〜ハピモ〜（千葉テレビ放送）- 2011年4月4日～2014年3月28日の間、曜日制の番組メインMCの一人として出演。  年度の変わり目で担当曜日を変えながら、平日全曜日のMCを経験。  結果的に番組の初回放送日と最終放送日（グランドフィナーレ）の担当MCとなった。
- 戦国鍋TV 〜なんとなく歴史が学べる映像〜（テレビ神奈川ほか）- 2011年4月～、「MUSIC TONIGHT」のコーナーで「浅井三姉妹」（第2期）として出演。
- とんねるずのみなさんのおかげでした（フジテレビ）- 2012年12月6日、ずんのやすの好きな人として登場[8]
- 速報!今日の高校野球（千葉テレビ放送）- 2013年7月18日
- なるほどプレゼンター!花咲かタイムズ（CBCテレビ）- 2015年5月23日
- この差って何ですか?（TBSテレビ）- 2015年6月21日
- 水曜エンタニッポンお騒がせ人物伝「悪女」が流した「涙」の真相SP （テレビ東京）- 2015年10月21日
- サタデープラス（MBSテレビ）- 2016年3月12日

### テレビ（ドラマ）
- 孤独のグルメ Season5 第11話 （2015年12月12日、テレビ東京） - 大学生客3 役
- ウチの夫は仕事ができない（日本テレビ）- 2017年7月15日 第2話、主人公の手配したケータリングを絶賛するイベントスタッフ役で出演。[9]

### 雑誌
- 「FRIDAY Dynamite」（2011年10月27日号）（講談社）
- 「EX（イーエックス）大衆」（2011年11月号）（双葉社）
- 「ラーメンWalkerウォーカー千葉2012」（角川マガジンズ）
- 「MAQUIA」（集英社）　マキアビューティーズ2012
- 「モーターサイクリスト」（2012年5月号）（八重洲出版）
- 「GOO Bike首都圏版  イチオシアイドルのツーリング同行取材記」（プロトコーポレーション）
- 「FLASH」（2016年8月16・23日号）（光文社）

### CM
- サントリー　トリスハイボール（2010年12月）

### 広告
- 拓殖大学　オープンキャンパス交通広告（2012年）

### WEB
- ヤマハ発動機　電動スポーツバイク YPJはじめての山遊び YPJ-XC編（2019年）
- 全裸監督2（2021年6月24日 全話配信、Netflix） - 3話

### 舞台
| 公演年 | タイトル                                                                | 役名                    | 公演期間         | 場所                          | 備考                                                                         |
| ------ | ----------------------------------------------------------------------- | ----------------------- | ---------------- | ----------------------------- | ---------------------------------------------------------------------------- |
| 2012年 | SAORI 〜想い出の六畳一間〜                                              | 高木節子                | 8月8日-13日      | 両国エアースタジオ            | 「劇団空感エンジン」公演作。HP                                               |
| 2012年 | PRIDE                                                                   | 小沢彩                  | 12月5日-9日      | 両国エアースタジオ            | 同上。HP                                                                     |
| 2013年 | SAKURA                                                                  | 田上春                  | 3月20日-25日     | 両国エアースタジオ            | 同上。HP                                                                     |
| 2013年 | Kiss Me You ～頑張ったシンプー達へ～                                    | 須藤宮子                | 5月22日-26日     | 新国立劇場 小劇場(The Pit)    | 同上。HP                                                                     |
| 2013年 | 青春ガチャン                                                            | 有希                    | 7月24日-28日     | 上野ストアハウス              | 劇団「ソラリネ。」公演作。HP                                                 |
| 2013年 | GO,JET!GO!GO! vol.2 ～浮気なJETのパレットキャット～                     | あかね                  | 8月9日-14日      | 東日本橋アクアスタジオ        | HP                                                                           |
| 2013年 | オサエロ                                                                | 沢口夏子/小佐野（２役） | 9月11日-16日     | 両国エアースタジオ            | 「劇団空感エンジン」公演作。HP                                               |
| 2013年 | GO,JET!GO!GO! vol.5 ～涙のドライマティーニ ガールズにライバル出現？！～ | 夏代                    | 10月1日-7日      | 東日本橋アクアスタジオ        | HP                                                                           |
| 2013年 | 紅い爪                                                                  | レナ                    | 11月14日-17日    | 蒲田Live Theater 間（まほろ） | 「劇団虚幻癖」公演作                                                         |
| 2013年 | GO,JET!GO!GO! vol.6 ～追憶のブルージーン・クリスマス～                  | 美月                    | 12月17日-23日    | 東日本橋アクアスタジオ        | HP                                                                           |
| 2014年 | GO,JET!GO!GO! PARADISE LIVE vol.2                                       | 美月                    | 2月6日-12日      | 東日本橋アクアスタジオ        | HP                                                                           |
| 2014年 | SAORI ～想い出の六畳一間～                                              | 沙織                    | 3月5日-9日       | 東日本橋アクアスタジオ        | 主演。 「劇団空感エンジン」公演作。HP                                        |
| 2014年 | GO,JET!GO!GO! vol.4 ～Last Dance For Me! Me! Meee!!!～                  | 美月                    | 9月25日-10月6日  | 東日本橋アクアスタジオ        | HP                                                                           |
| 2014年 | GO,JET!GO!GO! vol.8 ～想い出のFacebook Lovers～                         | 夏代                    | 10月30日-11月9日 | 東日本橋アクアスタジオ        | HP                                                                           |
| 2014年 | シェアハウス ～O・MO・TE・NA・SHI～                                     | 夏代                    | 11月23日         | 東日本橋アクアスタジオ        | TEAM GO,JET!Girlsの一員としてゲスト出演                                      |
| 2014年 | GO,JET!GO!GO! vol.6 ～追憶のブルージーンクリスマス～                    | 美月/七海（２役）       | 12月12日-25日    | 東日本橋アクアスタジオ        | HP                                                                           |
| 2016年 | 平安シャングリラ！ 〜いいな極楽、鳴くな鶯、宮中烈伝〜                   | 純恋小町(すみれこまち)  | 3月23日-27日     | 銀座博品館劇場                | 「ベニバラ兎団」公演作。HP                                                   |
| 2016年 | ストライド                                                              | 谷あずさ 他             | 7月6日-10日      | 築地本願寺ブディストホール    | 「シズ☆ゲキ」公演作。HP。 「発掘！グラドル文化祭」ポイントレースで出演権獲得 |
| 2016年 | 第三水曜即興舞台2016 「こんなはずじゃなかった。～Ｋｉリーグバトル４～」 | －                      | 7月20日          | しもきた空間リバティ          |                                                                              |
| 2017年 | TERMINAL                                                                | タルエル                | 1月18日-22日     | 新宿村LIVE                    | ワイルドハニープロデュース。HP。                                             |
| 2017年 | 第三水曜即興舞台2017 「こんなはずじゃなかった。～第二節～」             | －                      | 2月15日          | しもきた空間リバティ          |                                                                              |
| 2017年 | 僕たちの町は一ヶ月後ダムに沈む                                          | 羽田由紀恵              | 3月2日-5日       | Duo STAGE BBs                 | FPアドバンスプロデュース公演。HP。                                           |
| 2017年 | 第三水曜即興舞台2017 「こんなはずじゃなかった。～第五節～」             | －                      | 5月17日          | しもきた空間リバティ          |                                                                              |
| 2017年 | ホンネ５秒前！                                                          | IZUMI                   | 5月31日-6月4日   | 劇場MOMO                      | メディアンプロ第2回公演。HP。                                                |

## 作品

### イメージDVD
1. 逢いたい（2011年12月21日、イーネット・フロンティア）
2. Miri Size（2012年11月24日、竹書房）ISBN 978-4812492307

### 出演DVD
1. 戦国鍋TV 〜なんとなく歴史が学べる映像〜拾弍（2011年8月24日、キングレコード）

### 写真集
1. close to miri（2016年8月14日）